# Ваэра
Глава «Ваэра» (Воэйро, др.-евр. וארא ‬) — четырнадцатая по счёту глава Торы и вторая по счёту глава книги «Шмот». Своё название, как и все главы, получила по первым значимым словам текста (ва-эра эль Авраам — «И явил себя Аврааму…»). В состав главы входят стихи (ивр., мн. ч. — псуким) с 6:2 по 9:35.

## Краткое содержание главы
Бог являет себя Моше и обещает вывести сынов Израилевых из Египта, избавить их от рабства, спасти их и взять себе избранным народом у горы Синай, а также привести их в Страну, которую он обещал праотцам во владение вечное.
Моше и Аарон несколько раз являются к фараону, требуя от имени Бога: «Отпусти народ Мой, чтобы они послужили мне в пустыне!» Фараон всякий раз отвечает отказом. Посох Аарона превращается в змея и пожирает волшебные жезлы египетских колдунов (начало процесса освобождения из рабства описано в стихах 6:2—7:13).
Вслед за этим Бог насылает казни на Египет.
Воды Нила превращаются в кровь. Полчища жаб заполоняют землю. Вши заводятся у людей и животных. Стаи диких зверей вторгаются в города. Домашние животные гибнут от мора. Нарывы покрывают египтян. Град с огнём обрушивается с небес. И тем не менее — «ужесточилось сердце фараона и не отпустил он сынов Израилевых, как и предупреждал Бог Моше» (о казнях читайте в стихах 7:14—9:35).

## Дополнительные факты
Глава разделена на семь отрывков (на иврите — алиёт), которые прочитываются в каждый из дней недели, с тем, чтобы в течение недели прочесть всю главу.
- В воскресенье читают псуким с 6:2 по 6:13
- В понедельник читают псуким с 6:14 по 6:28
- Во вторник читают псуким с 6:29 по 7:7
- В среду читают псуким с 7:8 по 8:6
- В четверг читают псуким с 8:7 по 8:18
- В пятницу читают псуким с 8:19 по 9:16
- В субботу читают псуким с 9:17 по 9:35

В понедельник и четверг во время утренней молитвы в синагогах публично читают отрывки из соответствующей недельной главы. Для главы «Ваэра» это псуким с 6:2 до 6:13.
В субботу, после недельной главы читается дополнительный отрывок афтара из книги пророка Йехезкеля (псуким 28:25—29:21).